# Luciano Zanatta
Luciano de Souza Zanatta (Porto Alegre, 1 de julho de 1973) é um instrumentista, arranjador, compositor e professor brasileiro. Fez parte de destacados conjuntos de rock, free jazz e música erudita experimental do Rio Grande do Sul, como a Aristóteles de Ananias Jr., Ex-Machina e Os Relógios de Frederico, apresentando-se em shows e festivais. É professor, pesquisador e membro de comissões administrativas e científicas da Universidade Federal do Rio Grande do Sul.

## Formação
Luciano Zanatta nasceu em uma família com inclinação para a música, e desde cedo assimilou uma grande variedade de influências de diferentes vertentes da música erudita e popular. Seus irmãos Silvia, Mauro e Carla são músicos, e os pais são apreciadores e incentivadores da arte. Iniciou sua formação musical com 11 anos estudando violão e guitarra, e em seguida flauta doce, saxofone e flauta.
A participação como aluno do Projeto Prelúdio da Universidade Federal do Rio Grande do Sul (UFRGS) foi um estímulo decisivo para que desejasse se lançar profissionalmente na música. Porém, pela pressão da família, preocupada com sua segurança financeira no futuro, acabou ingressando primeiro na Faculdade de Direito da UFRGS. Mas, como disse em entrevista, detestou o curso, abandonou-o no terceiro semestre e voltou-se definitivamente para a arte que era sua vocação.
Também teve aulas com James Liberato, Beatriz Correa, Sigrid Wust e Fernando Mattos. Aperfeiçoou-se ingressando no curso de Música da UFRGS, sendo aluno de Celso Loureiro Chaves, onde se graduou e mais tarde desenvolveu seu Doutorado em Música, trabalhando sobre o tema da composição de música eletrônica.

## Carreira

### Música popular

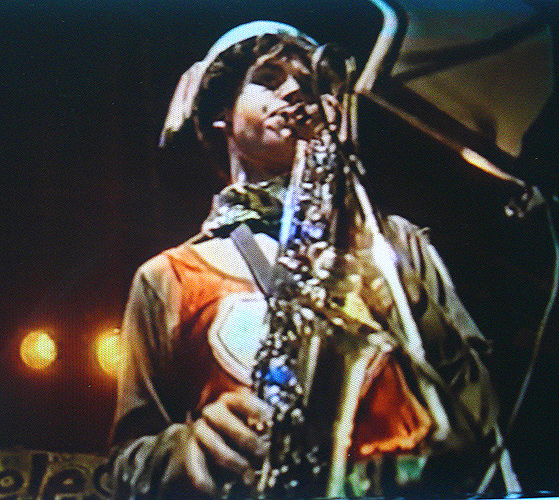
Luciano Zanatta em show da Aristóteles. Bar Porto de Elis, Porto Alegre.

Participou da banda de rock experimental Aristóteles de Ananias Jr. entre 1988 e 1996 como saxofonista, vocalista e compositor, e com eles lançou a demo-tape Aristóteles de Ananias Jr., vários videoclips e o álbum em CD Aristhóteles de Ananias Jr. A Aristóteles caracterizou-se pelo trabalho iconoclasta, experimental e irreverente. Reunia influências da música popular e erudita, organizando-as sobre uma base de rock derivada da Jovem Guarda e do rock sessentista. A banda deixou forte marca no circuito do rock estadual pela estranheza da sua música, e também por isso não se tornou muito "popular" em seu tempo, embora postumamente sua originalidade e radicalismo viessem a ser reconhecidos pela crítica, que a colocou entre as melhores bandas cult do estado. Eduardo Egs, escrevendo em 2006 para o Overmundo, lembrou que "usando colagens de trechos de músicas, sobreposição de vozes e muito, mas muito atonalismo, o Aristóteles causou impacto na cena porto-alegrense. O trabalho da banda foi reunido em um CD lançado em 1996 pelo Grenal Records, selo do próprio Marcelo Birck [líder da banda]. Hoje, passados dez anos, ainda impressiona ouvir as experiências sonoras desse registro". Arthur de Faria, músico e historiador, disse que a banda "produziu uma fita demo excepcional e um CD quase inaudível de tão desconstruído", e a definiu como "a experiência musical mais radical feita em música popular nestas terras". Segundo declarou Zanatta, a convivência com a banda lhe trouxe uma série de novos referenciais das artes visuais e da música de vanguarda.
Depois da dissolução da Aristóteles, já desenvolvendo trabalho de composição próprio, fundou a banda Chumbo Grosso, basicamente para executar suas criações. Ao mesmo tempo, ingressou em outras formações. Foi um dos fundadores em 1997 do Grupo Ex-Machina, dedicado à música experimental, com quem lançou o disco Ex-Machina (1998), indicado para o Prêmio Açorianos. O Itaú Cultural assim descreveu o trabalho: "[...] traz ao universo da música pop elementos de outras práticas e linguagens musicais, unindo levadas dançantes a arranjos intricados e irregularidades rítmicas. As influências vão desde Beatles, Os Mutantes e Hendrix até música de concerto do século XX e música indiana".
Participou também da banda Os Relógios de Frederico, que em sua última fase assimilou as bandas Faskner e Chumbo Grosso, cujas formações se sobrepunham largamente, formando um grande coletivo musical. Os membros do coletivo tinham formações diversificadas, mas em comum mostravam um forte interesse pelo ecletismo, incorporando influências da música erudita, em particular na forma de estruturação das composições e na pesquisa por novas sonoridades, e da música popular, como o free jazz, funk, samba e rock. Em 2001 os Relógios receberam o Prêmio Açorianos na categoria Revelação Pop/Rock, e seu CD Quatro Centésimos de Semitom (2000) foi premiado na categoria Disco Pop/Rock. Em 2006 o coletivo foi indicado para o Prêmio Açorianos, categoria Disco. Em 2007 foram um dos destaques da série "Destino Brasil Música - Um Outro Som", do Canal Brasil. Com esses grupos, Zanatta participou também da gravação dos CDs Chumbo Grosso (2003) e Faskner (2006). Foi um dos arranjadores das músicas do CD do grupo D'Quina pra Lua, que recebeu o Prêmio Açorianos na categoria Revelação MPB. Participou da gravação de vários discos de outros músicos e de shows como convidado.

### Atividade acadêmica e música erudita
Zanatta ingressou por concurso no corpo docente da UFRGS e desde 2008 ministra as disciplinas de Harmonia, Composição, História da Música, Novas Tecnologias na Música e Info-música. Foi coordenador da Comissão de Graduação do Curso de Música, um dos coordenadores do Núcleo de Estudos da Canção, e integra o Grupo de Pesquisa em Criação Sonora. Já foi professor do Conservatório de Música da Universidade Federal de Pelotas e do Centro Universitário Metodista IPA, em Porto Alegre. Ele descreveu o seu método de ensino: "Rejeito as fórmulas, não dou sempre a mesma aula e não permito que os alunos se escondam atrás de preconceitos e clichês. Para implementar esta ideia, trabalho com a prática musical associada à necessidade de reflexão profunda sobre o fazer musical e suas imbricações com diversas realidades". Ao mesmo tempo, mantém um trabalho de pesquisa científica, apresentada em simpósios e congressos. Foi um dos palestrantes nas homenagens do Núcleo de Estudos da Canção da UFRGS ao centenário de Noel Rosa. Fez parte do Comitê Científico do VI Encontro de Musicologia de Ribeirão Preto.
Seu principal interesse como compositor erudito, como declarou, é "o desenvolvimento de motivos melódicos. Exploro estruturas intervalares de modo amplo, sem me ater a relações harmônicas tonais ou funcionais. Crio irregularidades rítmicas e assimetrias de modo geral, e procuro elaborar o improviso como uma composição, definindo em tempo real estruturas com seções, contrastes e continuidades".
Foi um dos compositores destacados no livro de Rogério Ratner Música do Rio Grande do Sul, Ontem e Hoje. Em 2000 foi selecionado para o Projeto Rumos: Música do Itaú Cultural, que mapeou a produção musical de vanguarda em todo o Brasil, com obras incluídas nos CDs lançados pelo projeto, em 2002 publicou o CD solo Volume 2 com música de câmara e para banda, pelo qual foi indicado ao Prêmio Açorianos de 2003 na categoria Compositor Erudito. Depois lançou em formato virtual os discos Não há Banda (2011), Aparelho (2012) e Trans* (2013).
Apresentou composições em festivais como o Festival de Improvisação Livre e Música Extraterritorial de Porto Alegre, o Encontro Latino-Americano de Compositores e a Semana de Música Contemporânea do Instituto de Artes da UFRGS, e nos concertos do Centro de Música Eletrônica da UFRGS. Uma de suas peças foi usada como exemplo em artigo de Antonio Carlos Borges-Cunha que versou sobre o ecletismo na prática composicional erudita contemporânea, apresentado no XII Encontro Anual da Associação Nacional de Pesquisa e Pós-Graduação em Música.

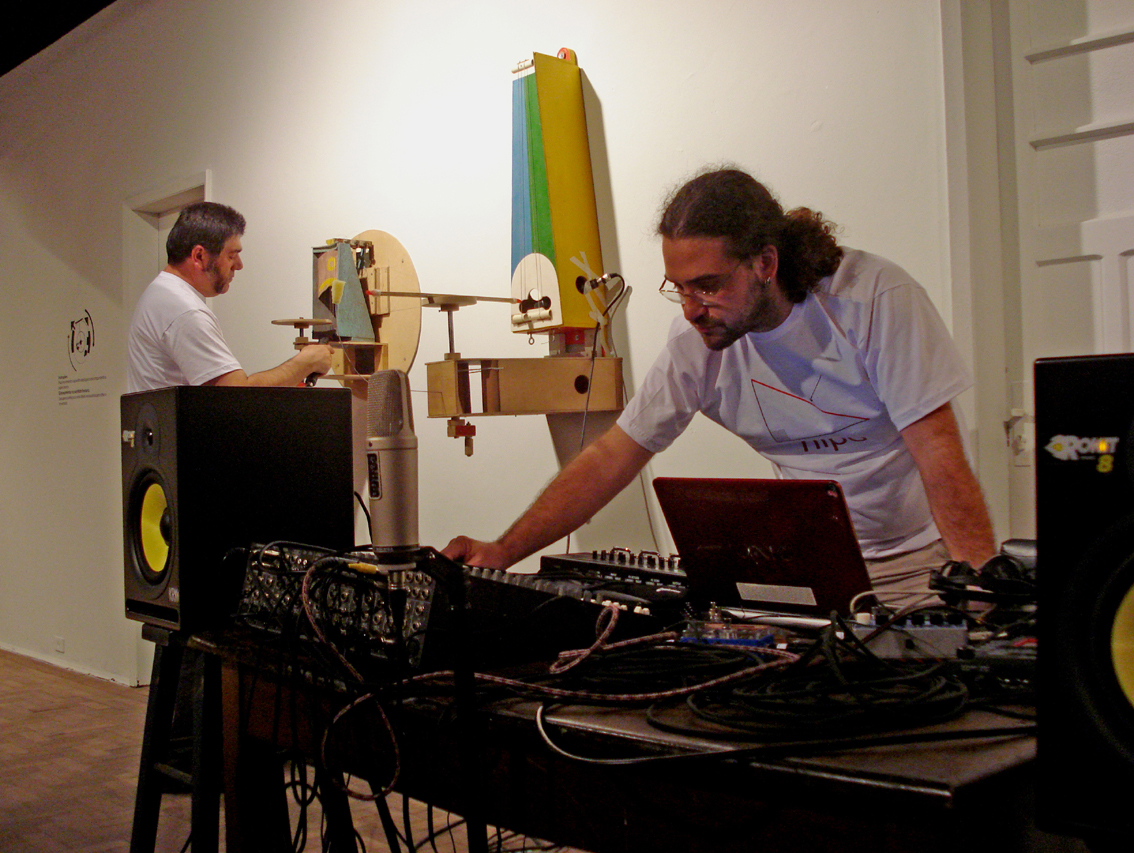
Performance musical eletroacústica de Luciano Zanatta (à direita) e Chico Machado na abertura de exposição individual de Chico Machado no Museu do Trabalho, Porto Alegre.

Também se dedica a parcerias em projetos de programas radiofônicos e de performances que envolvem artes visuais. literatura e música eletroacústica. Por ocasião do evento Lusque-Fusque realizado em 2015 na livraria Palavraria, foi oferecida uma explanação de como se desenvolvem esses processos que integram diferentes áreas e mídias artísticas, que são habituais no trabalho criativo de Zanatta:
" [...] trabalho de criação de canções de Isabel Nogueira e Luciano Zanatta a partir da ideia de linhas de fuga e da música exploratória, com o diálogo entre sons gravados, processados e tocados, textos e ruídos, silêncio e espaço. Voz expandida, distorções de afinação, processamento digital, recortes de gravação, tensões temporais com deslocamentos métricos e ambiguidades rítmicas sobre batida. Intercala performance ao vivo com recortes de gravação e sons obtidos da manipulação de objetos do cotidiano. O processo de criação das canções foi configurado a partir de materiais pré-compostos, sequências programadas (batidas, loops, linhas de baixo, fragmentos de melodia e texto) ou patches modulares virtuais (geradores randômicos, sequenciadores, sintetizadores, etc). Trata-se de compor e recompor canções, incorporando como texto-significado relações amplas com estruturas sonoras, onde incluem-se os 'conflitos programados' em harmonia, contrapontos, timbres e tempos.
"O trabalho está inserido nas atividades do Grupo de Pesquisa em Criação Sonora do Instituto de Artes da UFRGS, espaço de investigação focado na pesquisa artística, abrangendo uma variedade ampla de poéticas do sonoro. O projeto central do grupo intitula-se Processos da Composição Musical, estudando diferentes abordagens da criação artística envolvendo som, na forma de investigação reflexiva sobre seus ciclos de tomada de decisões a partir de suas dimensões filosófica, ideológica, estética e pontual".

## Prêmios e indicações

### Prêmio Açorianos
| Ano  | Categoria          | Indicação       | Resultado |
| ---- | ------------------ | --------------- | --------- |
| 2003 | Compositor Erudito | Luciano Zanatta | Indicado  |
| 2003 | Disco Erudito      | Volume 2        | Indicado  |
| 2014 | Compositor Erudito | Luciano Zanatta | Indicado  |